# Чернецкое (Грязовецкий район)
Чернецкое — село в Грязовецком районе Вологодской области.
Входит в состав Юровского муниципального образования, с точки зрения административно-территориального деления — в Покровский сельсовет.
Расстояние до районного центра Грязовца по автодороге — 15 км, до центра муниципального образования Юрово по прямой — 11 км. Ближайшие населённые пункты — Дьяково, Скородумка, Зажолка.
По переписи 2002 года население — 43 человека (22 мужчины, 21 женщина). Преобладающая национальность — русские (98 %).